# Rotochsenbrauerei
Vous pouvez aider à l'améliorer ou bien discuter des problèmes sur sa page de discussion.
- Il ne cite pas suffisamment ses sources. Vous pouvez indiquer les passages à sourcer avec {{référence nécessaire}} ou {{Référence souhaitée}}, et inclure les références utiles en les liant aux notes de bas de page. (Marqué depuis avril 2021)
- Il contient une ou plusieurs listes. Le texte gagnerait à être rédigé sous la forme d’un ou plusieurs paragraphes synthétiques, afin d’être plus agréable à lire. (Marqué depuis avril 2021)

- Archive Wikiwix
- Bing
- Cairn
- DuckDuckGo
- E. Universalis
- Gallica
- Google
- G. Books
- G. News
- G. Scholar
- Persée
- Qwant
- (zh) Baidu
- (ru) Yandex
- (wd) trouver des œuvres sur Wikidata

La Rotochsenbrauerei Hermann Veit GmbH & Co.KG est une brasserie à Ellwangen (Jagst).

## Histoire
Le nom Roter Ochsen est connu à Ellwangen en 1542, quand la famille Veit fonde la "Rotochsen Tavern" dans le centre-ville d'Ellwangen. Elle passe rapidement d'une simple auberge à un relais de poste.
En 1680, la brasserie est fondée et devient rapidement connue sous le nom de brasserie Rotochsen au-delà des limites de la ville.

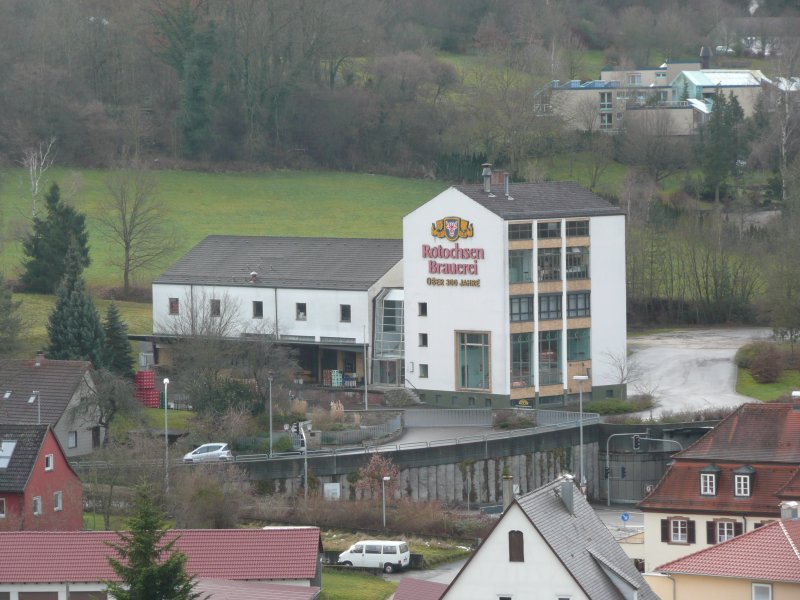
La nouvelle brasserie à Ellwangen

Au milieu du XXe siècle, l'entreprise en expansion dans la vieille ville d'Ellwangen devient trop étroite, on décide de reconstruire la brasserie à la périphérie. Le nouveau bâtiment est mis en service en 1960. Les bâtiments de la brasserie du centre-ville sont convertis en hôtel-auberge "Roter Ochsen".

## Production
- Stiftsherren-Pils
- Traditionsbock
- Edel-Export
- Edel-Export Leicht
- Hefe-Weizen hell und dunkel
- Kristall-Weizen
- Weihnachtsbier (saisonnière)

La vente a lieu dans des bouteilles de 0,33 l et 0,5 l et comme bière pression dans des fûts de 5 à 50 l.